# Zemědělský výbor Poslanecké sněmovny Parlamentu České republiky
Zemědělský výbor Poslanecké sněmovny Parlamentu ČR je výborem, které si může Poslanecká sněmovna zřídit. 
Ve volebním období 2013–2017 ho vedl Jaroslav Faltýnek z ANO.

## Předsedové výboru v historii

### Seznam předsedů
| Předseda          | Strana | Strana              | Doba vykonávání úřadu | Foto |
| ----------------- | ------ | ------------------- | --------------------- | ---- |
| Jan Černý         |        | ODS                 | 1993–1996             |      |
| Karel Machovec    |        | ČSSD                | 1996–1998             |      |
| Jaroslav Palas    |        | ČSSD                | 1998–2002             |      |
| Ladislav Skopal   |        | ČSSD                | 2002–2006             |      |
| Jiří Papež        |        | ODS                 | 2006–2010             |      |
| Pavol Lukša       |        | TOP 09 a Starostové | 2010–2013             |      |
| Jaroslav Faltýnek |        | ANO                 | 2013–2017             |      |
| Jaroslav Faltýnek |        | ANO                 | 2017–2021             |      |
| Michal Kučera     |        | TOP 09              | 2021–dosud            |      |

## Zemědělský výbor (od 23.11.2021)

### Místopředsedové výboru
- Ing. Petr Bendl
- Tomáš Dubský
- Ing. Jaroslav Faltýnek
- Ing. Karel Smetana

## Zemědělský výbor (24.11.2017 – 21.10.2021)

### Místopředsedové výboru
- Marian Bojko
- Mgr. Radek Holomčík
- Ing. Josef Kott
- Ing. Pavel Kováčik
- Ing. Veronika Vrecionová

## Zemědělský výbor (27.11.2013 – 26.10.2017)

### Místopředsedové výboru
- Ing. Miloš Petera
- Ladislav Velebný
- Ing. Jan Volný
- Ing. Pavel Kováčik
- Bc. Zdeněk Syblík
- Olga Havlová
- Mgr. Herbert Pavera
- Ing. Karel Tureček

## Zemědělský výbor (24.06.2010 – 28.08.2013)

### Místopředsedové výboru
- Ing. Pavel Kováčik
- Ing. Josef Novotný st.
- Ing. Jiří Papež
- Ing. Ladislav Skopal

## Zemědělský výbor (12.09.2006 – 03.06.2010)

### Místopředsedové výboru
- Ing. Jiří Hanuš
- JUDr. Michal Hašek
- Ing. Pavel Kováčik
- Ing. Karel Kratochvíle
- Zdeněk Mach
- MVDr. Josef Řihák
- Ing. Ladislav Skopal

## Zemědělský výbor (16.07.2002 – 15.06.2006)

### Místopředsedové výboru
- Ing. Jan Grůza
- Ing. Pavel Kováčik
- Bc. Oldřich Němec
- MVDr. Jaroslav Pešán
- Ing. Petr Zgarba

## Zemědělský výbor (22.07.1998 – 20.06.2002)

### Místopředsedové výboru
- Ing. Jan Grůza
- Ing. Miloslav Kučera ml.
- MVDr. Jaroslav Pešán
- Ing. Ladislav Skopal

## Zemědělský výbor (2.07.1996 – 19.06.1998)

### Místopředsedové výboru
- MVDr. Jan Černý
- Ing. Karel Mach
- Ing. František Novák CSc.
- Ing. Jaroslav Palas
- Ing. Pavel Pešek

## Zemědělský výbor (06.06.1992 – 06.06.1996)

### Místopředsedové výboru
- Ing. Karel Mach
- Ing. Luboš Němec
- Ing. Jaroslav Sýkora